# Trollberg
Trollberg är ett berg i Antarktis. Det ligger i Sydshetlandsöarna. Argentina, Chile och Storbritannien gör anspråk på området. Toppen på Trollberg är 61 meter över havet. Trollberg ligger vid sjön Kiteschbach.
Terrängen runt Trollberg är platt österut, men söderut är den kuperad. Havet är nära Trollberg norrut. Trakten är glest befolkad. Närmaste befolkade plats är Escudero Station, 2,0 kilometer nordost om Trollberg. 